# サニ・カイタ
サニ・ハルナ・カイタ（Sani Kaita, 1986年5月2日 - ）は、ナイジェリア・カノ出身のサッカー選手。元ナイジェリア代表。ロヴァニエメン・パロセウラに所属。ポジションはミッドフィールダー。

## 経歴

### クラブ
ナイジェリアのカノ・ピラーズFCでキャリアをスタートさせた。2005年にオランダのスパルタ・ロッテルダムへ移籍した。
2008年9月、フランスのASモナコに移籍したが出場機会は少なく、2009年1月13日にロシアのFCクバン・クラスノダールへレンタル移籍し、同年8月25日にFCロコモティフ・モスクワへレンタル移籍し、2010年2月25日にFCアラニア・ウラジカフカスへレンタル移籍した。

### 代表
2006年にナイジェリア代表代表デビューを果たした。アフリカネイションズカップ2006、アフリカネイションズカップ2010のメンバーに選ばれた。2010 FIFAワールドカップの代表メンバーに選出されたが、グループリーグ第二戦のギリシャ戦において、ヴァシリス・トロシディスへの報復行為で退場となり、1-2の逆転負けを招いた。
ユース代表では2005 FIFAワールドユース選手権に出場し、準優勝に貢献した。2008年には北京オリンピックに出場し、銀メダル獲得に貢献した。

## 代表歴

### 出場大会
- ナイジェリア代表
  - 2010 FIFAワールドカップ

### 試合数
- 国際Aマッチ 24試合 0得点（2005年-2010年）[1]

| ナイジェリア代表 | 国際Aマッチ | 国際Aマッチ |
| 年               | 出場        | 得点        |
| ---------------- | ----------- | ----------- |
| 2005             | 2           | 0           |
| 2006             | 1           | 0           |
| 2007             | 5           | 0           |
| 2008             | 3           | 0           |
| 2009             | 1           | 0           |
| 2010             | 12          | 0           |
| 通算             | 24          | 0           |

## タイトル
ナイジェリア代表
北京オリンピック - 銀メダル 2008